# Göztepe (Istanbul)
Göztepe ist ein Stadtviertel und Ortsteil (türkisch mahalle) der Gemeinde Kadıköy der türkischen Provinz Istanbul. Er entstand während der Herrschaft von Sultan Abdülhamid II. (1876–1909) als Wohnort für gehobene Beamte.
Mit einer Fläche von etwa 10.000 m2 ist der Stadtpark von Göztepe die größte Grünanlage entlang der Bagdad-Chaussee.

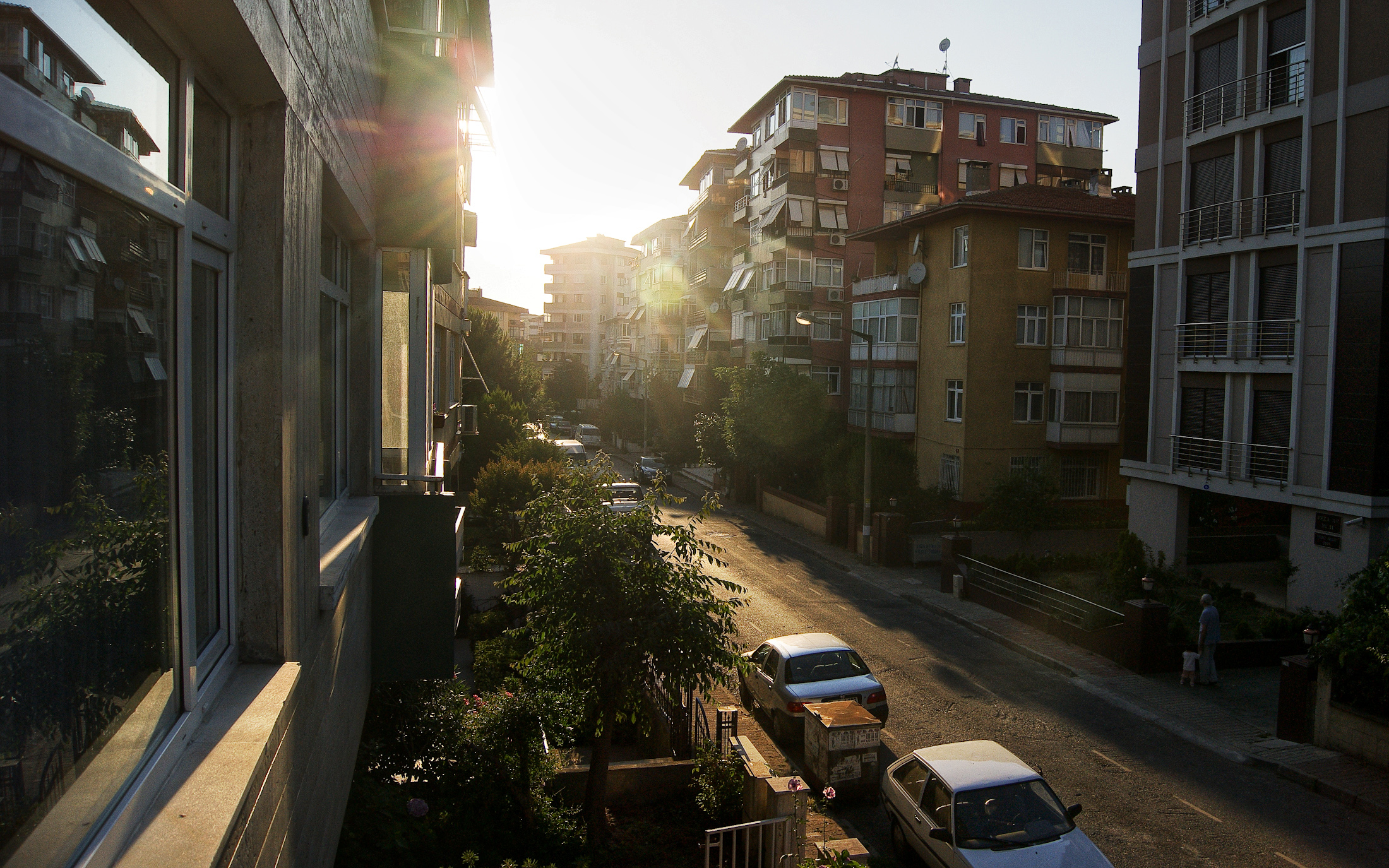
Straße in Göztepe
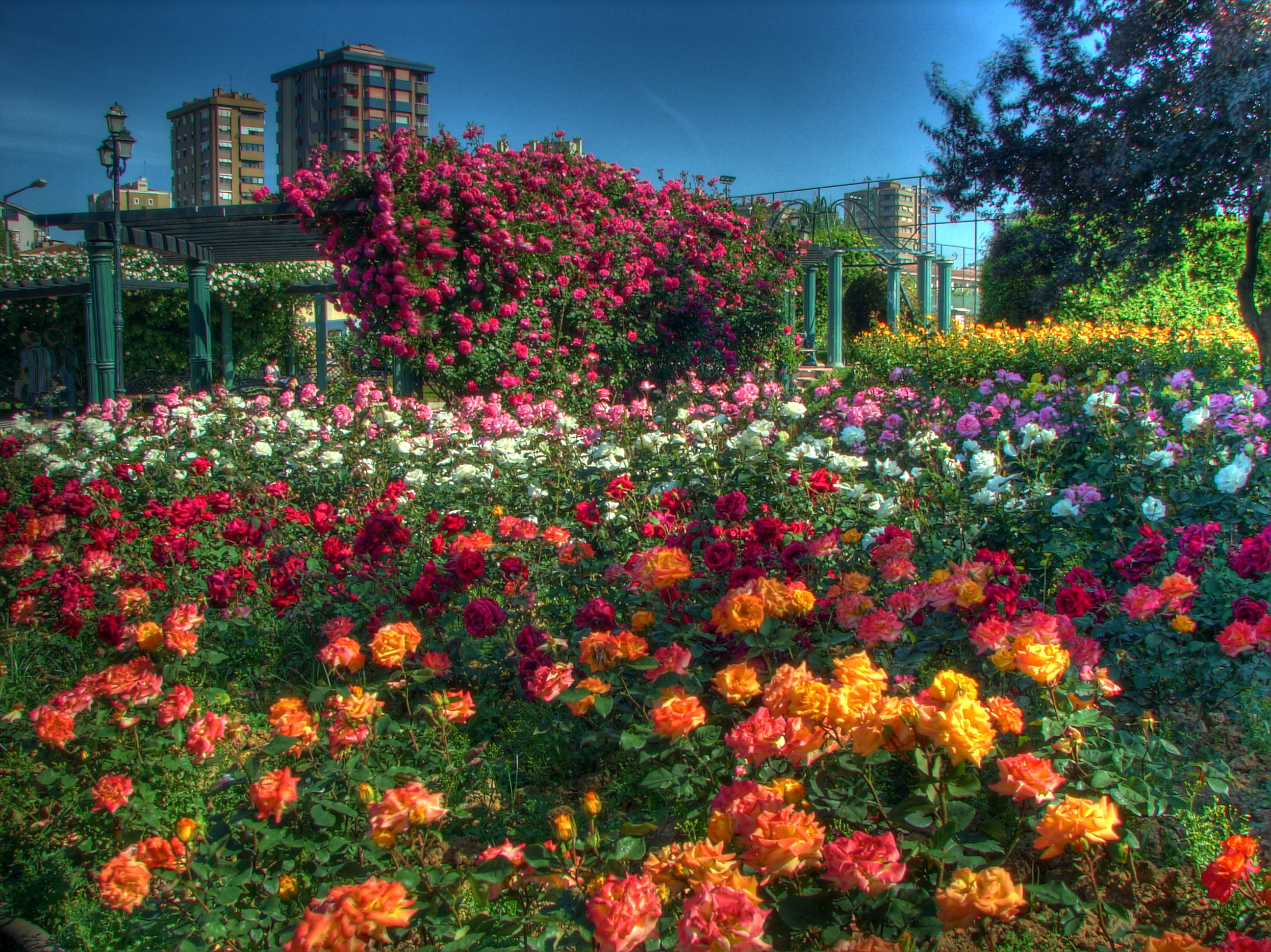
Park in Göztepe